# Búsi Lajos
Búsi Lajos (Mezőtúr, 1965. október 6. – ) magyar tanár, politikus, országgyűlési képviselő; vidékfejlesztésért felelős helyettes államtitkár.

## Életpályája

### Iskolái
1984–1987 között a Jászberényi Tanítóképző Főiskola hallgatója volt. 1991–1994 között a szegedi Juhász Gyula Tanárképző Főiskola földrajz szakán tanult. 1995–1997 között elvégezte a Külkereskedelmi Főiskola nemzetközi marketing szakát. 1998-ban elvégezte a Budapesti Műszaki és Gazdaságtudományi Egyetem felsőfokú ingatlanforgalmazó és értékbecslő szakát. 2006-ban MBA menedzsment képesítést szerzett.

### Pályafutása
1987–1994 között a mezőtúri református általános iskola testnevelés, majd testnevelés-földrajz szakos oktatója volt.

### Politikai pályafutása
1990-től a Fidesz tagja. 1990–1994 között mezőtúri önkormányzati képviselő. 1994-től a Jász-Nagykun-Szolnok Megyei Közgyűlés tagja, 1994–1998 között, valamint 2006-tól alelnöke (1994–1998: MSZP-MDF-KDNP-FKGP-Fidesz; 2006-tól: Fidesz-KDNP), 1998–2002 között elnöke volt. 1994-ben és 2006-ban országgyűlési képviselőjelölt volt. 1996-tól a Fidesz Jász-Nagykun-Szolnok megyei elnöke. 1998–2002 között a Külügyi bizottság tagja volt. 1998–2006 között országgyűlési képviselő (1998–2002: Mezőtúr; 2002–2006: Jász-Nagykun-Szolnok megye) volt. 2000–2002 között az Észak-alföldi Regionális Fejlesztési Tanács elnöke volt. 2002–2003 között az Önkormányzati bizottság, 2003–2006 között a Területfejlesztési bizottság tagja volt.

## Családja
Szülei: Búsi Lajos (1941-) fazekas és Varga Vilma Erzsébet. 1967-ben házasságot kötött Ádám Tündével. Két gyermekük született: Lajos Dániel (1991) és Laura (2000). Egy testvére van: Ágnes (1971).

## Díjai
- A Magyar Érdemrend tisztikeresztje (2000)[4]